# Domínio de Takatō
O Domínio de Takatō (高遠藩, Takatō-han) foi um domínio do Período Edo da História do Japão . Estava localizado na Província de Shinano na atual Nagano .

## História
O centro do domínio foi o Castelo Takatō ,  onde hoje se localiza a cidade de Ina , Nagano .
O território foi denominado pela primeira vez como Takatō no Período Sengoku por Takatō Yoritsugu (m. 1552). Mais tarde o castelo foi tomado por Takeda Shingen no Cerco de Takatō em 1545, e entregue a um dos filhos de Shingen, Nishina Morinobu. Takatō passa para o controle de Hoshina Masatoshi , um vassalo de Tokugawa Ieyasu, após a derrota e posterior destruição do Clã Takeda no Segundo Cerco de Takatō em 1582 .
O território tornou-se um oficialmente um han (domínio feudal), após a Batalha de Sekigahara em 1600, e o estabelecimento do Shogunato Tokugawa em 1603. Hoshina Masamitsu , o neto de Masatoshi, tornou-se o primeiro Daimyō de Takatō do Período Edo. O domínio foi oficialmente classificado com uma renda de 25.000 koku. Masamitsu adotou o filho ilegítimo do shogun Tokugawa Hidetada, com o nome de Hoshina Masayuki , e foi recompensado com um aumento de 5.000 koku em seu domínio em 1618. Após a morte de Hidetada em 1632, Masayuki se tornou  Daimyō do Domínio de Yamagata na Província de Dewa em 1636, com uma renda de 200 mil koku .. 
Torii Tadaharu substituiu-o como  Daimyō de Takatō, com uma renda de 32.000. O próximo Daimyō, Torii Tadanori , no entanto, morreu em um incidente no Castelo de Edo em 1689, deixando a sucessão do clã nas mãos do shogunato. Ao sucessor de Tadanori como líder do Clã, Torii Tadahide , foi dada o Domínio de Shimomura na Província de Noto com a exploração de 10 mil koku. E por causa disso,  Takatō foi brevemente administrado diretamente pelo shogunato até 1691, quando Naitō Kiyokazu deixou seu Domínio de Tondabayashi na Província de Settsu para tornar-se Daimyō de Takatō. O domínio começou a ter problemas financeiros com o próximo Daimyō Naitō Yorinori , que fez esforços de reformas e inovações para resolver o problema. O Caso Ejima-Ikushima ocorreu em torno dessa época, e a consorte shogunal  Ejima, banida de Edo, sendo deixado sob a custódia de Takatō .
O Sétimo Daimyō de Takatō do Clã Naitō, Naitō Yoriyasu , supervisionou inúmeros projetos de desenvolvimento, incluindo um mercado de negócios, uma plantação de amoreira operada diretamente pelo domínio, instituições de ensino e projetos de intensificação do uso das terras. Essas mudanças, no entanto, trouxeram inúmeras revoltas camponesas e instabilidade para o Domínio. 
No final do Período Edo , o último Daimyō , Naitō Yorinao , estabeleceu escolas do han  e participou das campanhas do Domínio de Chōshū. Durante o 1868 Guerra Boshin , no entanto, Naitō lados com a recém-fundada Meiji exército governamental contra os últimos defensores do shogunato. 
Os Naitō permaneceram no governo do Takatō quando as terras foram formalmente entregues ao Imperador Meiji. Em 1871, os domínios foram abolidos, e o Domínio de Takatō se tornou Província de Takatō, que foi incluída na Província de Tsukama e depois em Nagano, onde permanece até hoje.

## Lista de Daimyōs de Takatō
- - Clã Hoshina, 1590-1631 (25,000 koku)[5]

1. Hosinga Masanao
2. Hoshina Masamitsu
3. Hoshina Masayuki

- - Clã Torii, 1631-1691 (30,000 koku)[6]

1. Torii Tadanori

- - Clã Naitō, 1691-1871 (33,000 koku)[7]

1. Naitō Kiyokazu
2. Naitō Yorinori
3. Naitō Yoriyuki
4. Naitō Yoritaka
5. Naitō Nagayoshi
6. Naitō Yorimochi
7. Naitō Yoriyasu
8. Naitō Yorinao